# Rhyacophila aithra
Rhyacophila aithra är en nattsländeart som beskrevs av Malicky 1997. Rhyacophila aithra ingår i släktet Rhyacophila och familjen rovnattsländor. Inga underarter finns listade i Catalogue of Life.